# Eccellenza Sardegna 2021-2022
Il campionato italiano di calcio di Eccellenza regionale 2021-2022 è stata la 31ª edizione del campionato di Eccellenza, quinta serie del campionato italiano di calcio e prima serie regionale. Le 18 partecipanti dell'Eccellenza Sardegna 2021-2022 hanno preso parte anche parte alla Coppa Italia Dilettanti Sardegna 2021-2022.

## Stagione

### Novità
Il Comitato Regionale Sardegna ha deciso anche quest'anno per l'Eccellenza a 18 squadre, quindi, considerando la promozione in Serie D 2021-2022 dell'Atletico Uri nella passata stagione e confermando le altre 17 squadre, viene ripescata dalla Promozione Sardegna l'avente diritto Villacidrese Calcio. 
Inoltre, il San Marco Assemini 80 diventa Asseminese.

### Formula
La prima classificata viene promossa in Serie D, mentre la seconda, terza, quarta e quinta fanno i play off per decretare la squadra che accederà ai spareggi nazionali. Le retrocessioni sono quattro: le ultime tre in classifica vengono retrocesse direttamente, mentre la quarta viene determinata da uno spareggio andata e ritorno, che non si giocherà in caso di differenza punti uguale o maggiore di cinque, tra la quart'ultima (15°) e la quint'ultima (14°) che gioca il ritorno in casa, retrocederà la sconfitta o, in caso di parità, la quart'ultima; non sono previsti né supplementari e né regola del gol in trasferta.

## Squadre partecipanti
| Club              | Città                     | Stadio                                | Stagione precedente                    |
| ----------------- | ------------------------- | ------------------------------------- | -------------------------------------- |
| Arbus             | Arbus (SU)                | Stadio Santa Sofia                    |                                        |
| G.S.D. Asseminese | Assemini (CA)             | Stadio San Biagio                     | 7º in Eccellenza Sardegna/Ripresa      |
| Bosa              | Bosa (OR)                 | Stadio Comunale Italia                | 8º in Eccellenza Sardegna/Ripresa      |
| Budoni            | Budoni (SS)               | Campo Comunale Pincelli               |                                        |
| Castiadas         | Castiadas (SU)            | Campo Comunale L’Annunziata           | 4º in Eccellenza Sardegna/Ripresa      |
| Ferrini Cagliari  | Cagliari                  | Campo sportivo Piero Polese           |                                        |
| Ghilarza          | Ghilarza (OR)             | Campo Comunale Walter Frau (Ghilarza) |                                        |
| Guspini           | Guspini (SU)              | Campo Comunale                        | 3º in Eccellenza Sardegna/Ripresa      |
| Idolo             | Arzana (NU)               | Campo Comunale Sturrusè               |                                        |
| Ilvamaddalena     | La Maddalena (SS)         | Stadio Comunale Pietro Secci          |                                        |
| Li Punti          | Sassari (Li Punti)        | Comunale Li Punti - Sassari           |                                        |
| Monastir Kosmoto  | Monastir (SU)             | Campo Comunale                        |                                        |
| Nuorese           | Nuoro                     | Stadio Franco Frogheri                | 5º in Eccellenza Sardegna/Ripresa      |
| Ossese            | Ossi (SS)                 | Campo Comunale Walter Frau (Ossi)     | 2º in Eccellenza Sardegna/Ripresa      |
| Porto Rotondo     | Porto Rotondo (Olbia, SS) | Stadio Angelo Caocci                  | 6º in Eccellenza Sardegna/Ripresa      |
| Sant'Elena        | Quartucciu (CA)           | Campo Comunale Pill 'e Matta          |                                        |
| Taloro Gavoi      | Gavoi (NU)                | Campo Comunale Maristiai              |                                        |
| Villacidrese      | Villacidro (SU)           | Stadio Comunale                       | Promozione Sardegna gir. A (ripescata) |

## Classifica finale
|  | Pos. | Squadra          | Pt | G  | V  | N | P  | GF | GS | DR  |
|  | ---- | ---------------- | -- | -- | -- | - | -- | -- | -- | --- |
|  | 1.   | Ilvamaddalena    | 73 | 34 | 22 | 7 | 5  | 61 | 22 | +39 |
|  | 2.   | Ossese           | 72 | 34 | 23 | 3 | 8  | 74 | 40 | +34 |
|  | 3.   | Ferrini Cagliari | 67 | 34 | 20 | 7 | 7  | 69 | 38 | +31 |
|  | 4.   | Taloro Gavoi     | 66 | 34 | 19 | 9 | 6  | 67 | 32 | +35 |
|  | 5.   | Nuorese          | 66 | 34 | 20 | 6 | 8  | 55 | 22 | +33 |
|  | 6.   | Monastir Kosmoto | 57 | 34 | 17 | 6 | 11 | 58 | 41 | +17 |
|  | 7.   | Ghilarza         | 54 | 34 | 15 | 9 | 10 | 50 | 38 | +12 |
|  | 8.   | Budoni           | 53 | 34 | 15 | 8 | 11 | 60 | 48 | +12 |
|  | 9.   | Sant'Elena       | 50 | 34 | 14 | 8 | 12 | 58 | 60 | -2  |
|  | 10.  | Villacidrese     | 47 | 34 | 13 | 8 | 13 | 50 | 48 | +2  |
|  | 11.  | Porto Rotondo    | 44 | 34 | 13 | 5 | 16 | 56 | 65 | -9  |
|  | 12.  | Bosa             | 41 | 34 | 12 | 5 | 17 | 43 | 60 | -17 |
|  | 13.  | Arbus            | 36 | 34 | 9  | 9 | 16 | 37 | 44 | -7  |
|  | 14.  | Guspini          | 34 | 34 | 9  | 7 | 18 | 41 | 63 | -22 |
|  | 15.  | Li Punti         | 33 | 34 | 9  | 6 | 19 | 43 | 68 | -25 |
|  | 16.  | Idolo            | 32 | 34 | 9  | 5 | 20 | 40 | 58 | -18 |
|  | 17.  | Castiadas (-4)   | 17 | 34 | 5  | 6 | 23 | 33 | 90 | -57 |
|  | 18.  | Asseminese       | 13 | 34 | 3  | 4 | 27 | 38 | 96 | -58 |

Legenda
       Promossa in Serie D 2022-2023.
      Ammessa ai play-off nazionali.
 ammessa ai play-off - ammessa ai play-out.
       Retrocessa in Promozione Sardegna 2022-2023.
Note:
Il Castiadas ha scontato 4 punti di penalizzazione.
Regolamento:
Tre punti a vittoria, uno a pareggio, zero a sconfitta.
In caso di arrivo di due o più squadre a pari punti, la graduatoria verrà stilata secondo la classifica avulsa tra le squadre interessate che prevede, in ordine, i seguenti criteri:
- Punti negli scontri diretti
- Differenza reti negli scontri diretti
- Differenza reti generale
- Reti realizzate in generale
- Sorteggio

## Spareggi

### Play-off

#### Semifinali
In caso di pareggio nei 120' passa il turno la squadra meglio piazzata nella stagione regolare.
|         | Risultati |              | Luogo e data             |
| ------- | --------- | ------------ | ------------------------ |
| Ossese  | 2-0       | Nuorese      | Ossi, 18 Maggio 2022     |
| Ferrini | 1-2       | Taloro Gavoi | Cagliari, 18 Maggio 2022 |
|         |           |              |                          |

#### Finale
|        | Risultati |              | Luogo e data           |
| ------ | --------- | ------------ | ---------------------- |
| Ossese | 0-2       | Taloro Gavoi | Thiesi, 22 Maggio 2022 |
|        |           |              |                        |

### Play-out
In caso di parità rimane in Eccellenza la squadra meglio piazzata in classifica.
|          | Risultati |          | Luogo e data            |
| -------- | --------- | -------- | ----------------------- |
| Li Punti | 2-1       | Guspini  | Sassari, 22 Maggio 2022 |
| Guspini  | 1-2       | Li Punti | Guspini, 29 Maggio 2022 |
|          |           |          |                         |